# W.E.T.
I W.E.T. sono un supergruppo hard rock svedese nato nel 2008.

## Storia del gruppo
La band vede affiancarsi Jeff Scott Soto alla voce, Erik Martensson alle tastiere e il chitarrista Robert Sall. Il nome del gruppo è l'acronimo di Work of art Eclipse Talisman, ovvero l'unione dei nomi delle band originarie dei tre musicisti: Work of Art di Robert Sall, Eclipse di Erik Martensson e Talisman di Jeff Scott Soto.
Il 6 novembre 2009 debuttano con l'album omonimo sotto l'etichetta della Frontiers Records. Il 23 febbraio 2013 esce il secondo album in studio Rise Up.
Nel 2014 esce il loro primo album live One Live in Stockholm composto da 3 CD. A 4 anni di distanza, il 23 marzo 2018 la Frontiers Music distribuisce in tutto il mondo il nuovo album in studio della band, Earthrage.

## Formazione
- Jeff Scott Soto – voce
- Robert Säll – chitarra solista
- Erik Martensson – chitarra ritmica, basso, tastiera, cori
- Magnus Henriksson – chitarra
- Robban Bäck – batteria

## Discografia

### Album in studio
- 2009 – W.E.T.
- 2013 – Rise Up
- 2018 – Earthrage
- 2021 - Retransmission
- 2025 - APEX

### Album dal vivo
- 2014 – One Live in Stockholm